# Dundas, Minnesota
Dundas là một thành phố thuộc quận Rice, tiểu bang Minnesota, Hoa Kỳ. Năm 2010, dân số của thành phố này là 1367 người.

## Dân số
- Dân số năm 2000: 547 người.
- Dân số năm 2010: 1367 người.